# Michele Pietranera
Michele Pietranera (Parma, 29 luglio 1974) è un allenatore di calcio ed ex calciatore italiano, di ruolo attaccante.

## Carriera

### Giocatore
Nella sua carriera ha indossato le maglie di Reggiana, Crevalcore, Cosenza, Monza, Ravenna, Modena, Foggia, Catania, Padova, San Marino, Pavia e Porto-Summaga.
Dal 2008 al 2013, fatta eccezione per la stagione 2011-2012, veste la maglia del Crociati Noceto.
Ha disputato 7 partite in Serie A con la maglia della Reggiana.

### Allenatore
Nel maggio 2013 diventa il nuovo allenatore del Lentigione, formazione dell'Emilia-Romagna, che milita in Eccellenza. Nel febbraio 2014 viene sollevato dall'incarico.

## Palmarès

### Giocatore

#### Competizioni nazionali
- Serie C2: 1

Padova: 2000-2001
- Serie D: 1

Crociati Noceto: 2008-2009